# Mastí brasiler

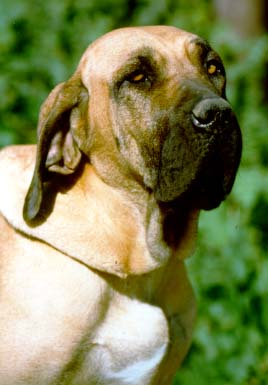
Mastí brasiler

El mastí brasiler (fila brasileiro com a denominació original) és una raça de gos.

## Història i origen
Els seus ancestres van ser introduïts en el segle xvii a Brasil durant el període colonial. Aquesta raça va ser una barreja entre un Mastiff i un Dogo, aportant-li un bon olfacte i una gran força. Antigament era ensinistrat per a caçar als esclaus que s'escapaven. Te poca o nula influència dels gossos indígenes sud-americans de l'època pre-cabralina.

## Descripció
Fort i valent, el Fila Brasiler té el cap ample i quadrat, el musell és poderós i curt dotat amb una tòfona ampla. Els ulls són mitjans i de color fosc, les orelles són en forma de V i dutes caigudes. De coll fort i amb papada. De cos llarg, pit ample i alt de grupa. Els membres són llargs i forts. La cua és llarga i duta caiguda.
Pelatge: Pèl curt, suau i espès. Tots els colors.
Alçada: Mascles entre 65 i 75 cm. Femelles entre 60 i 70 cm.
Pes: Mascles per sobre dels 50 Kg i femelles més de 40 Kg.

## Cures
És un gos que prefereix els climes temperats, encara que s'adapta a qualsevol temperatura. És molt resistent.

## Temperament
Valent i fort, és molt desconfiat amb els estranys, només els accepta en presència del seu amo, al que és extremadament fidel, fins tal punt que pot arribar a ser perillós. En la família és sociable, amable i fins afectuós. Posseeix un instint guardià cuidant bé de la seva família i els seus béns.

## Entrenament
El seu amo deu conèixer a aquesta classe de gossos a causa de la seva sensibilitat i agressivitat. Deu apropar-lo a la família perquè es relacioni des de cadell amb altres cadells i amb la gent. No suporta viure en llocs tancats ni la vida urbana.

## Utilitat
Empleat com guardià de ramats i de les grans finques. És un útil caçador per a la caça del jaguar. Considerat en alguns països com raça potencialment perillosa.